# Mount Vang
Mount Vang är ett berg i Antarktis. Det ligger i Västantarktis. Argentina, Chile och Storbritannien gör anspråk på området. Toppen på Mount Vang är 1 251 meter över havet.
Terrängen runt Mount Vang är platt norrut, men söderut är den kuperad. Trakten är obefolkad. Det finns inga samhällen i närheten.